# ささやきネシオロジ
ささやきネシオロジは、胡桃ふゅと狐今あまねの2名にて活動している音声サークル。
声優活動のほか、YouTuberとして配信や動画投稿も行っている。

## 沿革
2023年(令和5年)11月1日にYouTubeにて活動開始した。
YouTubeでは内容に併せて以下の5つのチャンネルにて活動している。記載日は初投稿もしくは初配信日
ささやきネシオロジ　2023年(令和5年)11月1日　サークルとしてのシチュエーションボイス投稿がメイン
日常ネシオロジ　2023年(令和5年)11月4日　サークルとしての活動報告や雑談配信がメイン
胡桃ふゅ個人チャンネル　2023年(令和5年)12月25日
狐今あまね個人チャンネル　2024年(令和6年)1月31日
あまいろか　2024年(令和6年)7月7日　狐今あまね個人音声チャンネル

## 特徴
フリー声優ではあるが、ロケ活動、オリジナル音声作品製作、グッズ製作、リアルイベント等幅広い活動を行っている。
ファンアートが多数作成されており、投稿者の許可が出た作品においては、動画のアイキャッチや配信のオープニングに使用される等、多くのファンに支えられている。

## 音声作品、イベント
本節では、サークルとしての出演作品、イベントについて記述する。各々の出演作品等については個人ページに記載する。
| 発売日         | タイトル                                                                              | 出典 | 備考       |
| 2024年3月29日  | 永夜の少女にご用心～挟まれ囁き愛されすぎて夜が終わらないASMR～                        |      |            |
| 2024年12月14日 | W花嫁Wご奉仕～幼馴染と親友との重婚初夜♪イチャラブでとろ甘な今夜は孕ませ初夜(ナイト)～ |      | オリジナル |

| 開催日         | イベント名                                                   | 開場                 | 備考    |
| -------------- | ------------------------------------------------------------ | -------------------- | ------- |
| 2024年10月12日 | 第1回ささネシ会議～謎の祭典と失われた記憶(ささネシハウス)～  | 新宿ロフトプラスワン | 2部構成 |
| 2025年10月26日 | 第二回ささネシ会議～欲望の祭典と混沌の茶会(ささネシハウス)～ | 新宿ロフトプラスワン | 予定    |